# Áll a hajó a Balaton vizében
Az Áll a hajó a Balaton vizében (másutt: Áll a hajó a tenger közepében) kezdetű katonadalt Kodály Zoltán gyűjtötte 1916. október 6-án a Bihar vármegyei Nagyszalontán. A dal új stílusú, alkalmazkodó ritmusú.

## Kotta és dallam
Áll a hajó a Balaton vizében.

Megakadt a csipkebokor tövében.

Csipkebokrot de ki kell vágni,

a hadihajónak meg kell állni,

hadd tudjon a kisangyalom beszállni.

## Felvételek
- Ez a barna kislány / Áll a hajó, nem forog a kereke. A Magyar Néphadsereg Énekkara Forrai Miklós vezényletével  YouTube (1953. augusztus 13.)  (Hozzáférés: 2016. április 7.) (audió) 1:36-tól.
- Áll a hajó. YouTube (2014. december 6.)  (Hozzáférés: 2016. április 7.) (audió)
- Áll a hajó a Balaton vizében (egyveleg). Doroszlói Rezesbanda  YouTube (2014. szeptember 14.)  (audió, fényképsorozat) 1:39-ig.